# Ukerewe (ostrov)
Ukerewe je ostrov v jihovýchodní části Viktoriina jezera, pro které se někdy podle něj používá stejný název Ukerewe. Ostrov má rozlohu 530 km² a žije na něm okolo 150 000 obyvatel. Je tak největším sladkovodním ostrovem Afriky a nejlidnatějším jezerním ostrovem na světě. Největším městem je Nansio. Ukerewe s okolními ostrovy tvoří stejnojmenný distrikt v rámci tanzanského regionu Mwanza.

## Geografie
Ostrov Ukerewe se nachází v jihovýchodní části jezera, od pevniny je oddělen necelé čtyři kilometry širokým průlivem Rugezi. Má pravidelné lodní spojení s městem Mwanza. Ostrov je skalnatý, s členitým pobřežím, značnou část povrchu tvoří lesy. Nejvyšším bodem je hora Handebezyo s 1 306 m n. m. Obyvatelé se živí rybolovem, pěstováním banánů, sladkých brambor, manioku a čiroku.

## Historie
Původními obyvateli jsou příslušníci kmene Kerewe, známí svými léčiteli zvanými mganga. Ostrov na svých cestách navštívil Henry Morton Stanley. První křesťanští misionáři přišli na Ukerewe roku 1885, ale náčelník Lukonge je nechal zavraždit. Druhá misie v roce 1893 byla úspěšná a podařilo se jí obrátit domorodce na křesťanství, památkou na její činnost je velký katolický kostel v obci Kagunguli. Populace ostrova je pozoruhodná vysokým podílem albínů, kteří sem prchali před pronásledováním z pevniny (v Tanzanii jsou albíni často zabíjeni, protože části jejich těl slouží k magickým obřadům).

## Osobnosti
Rodákem z ostrova byl spisovatel Aniceti Kitereza.